# Castillo de Llaés
En medio de la naturaleza y en lo alto de una colina rocosa
se alza esplendoroso el ancestral Castell de LLaés,
un lugar único de excepcional belleza, rodeado de ríos
valles y montañas y desde donde se puede vislumbrar la exuberante
belleza de la Cordillera de los Pirineos y del Macizo de Montserrat.

El castillo de Llaés es un antiguo castillo en el núcleo de Llaés, del municipio de Ripoll (Ripollès), situado en la cima de la montaña de St, Bartomeu y donde también se encuentra la antigua iglesia de St Bartomeu. Entre las dos construcciones se encuentran el cementerio y el antiguo patio de armas.
Este Castillo (Castri de Laesse), declarado como bien cultural de interés nacional y documentado ya en el año 919, se alza al sur de la comarca del Ripollès en la cima de una colina rocosa de unos 1000 metros de altura. Con unas vistas únicas y espectaculares a la Cordillera de los Pirineos y desde donde se puede vislumbrar, también, el Macizo de Montserrat.
Del antiguo castillo quedan varias partes importantes destacando, entre otras, una importante y bonita Bóveda de Piedra construida a pliego de libro, una parte significativa de la Torre del Homenaje, la Portalada de entrada al recinto, prácticamente la totalidad del Muros, tanto exteriores como interiores, la Cisterna, excavada en la roca del Castillo y el camino de acceso glaonado, en forma de zigzag.
Desde hace unos 10 años le da vida al castillo una actividad de Turismo Rural que atrae a viajeros, entusiasmados de poder disfrutar, de todos los lugares del Mundo.

## Historia
El antiguo castillo de Lacesse está documentado desde el año 919 y fue del alto dominio del Monasterio de San Juan de las Abadesas. La primitiva iglesia de San Bartolomé, erigida por la abadesa Ranlo y consagrada por el obispo Ató el 960, fue reemplazada por otra que consagró el Abad Oliba en 1025. A pesar de ser los abades de San Juan señores de la mayor parte del término, los siglos XI y XII su jurisdicción perteneció a los señores de Milany, también vizcondes de Besalú. En 1342 el abad de San Juan compró la jurisdicción y pasó desde entonces al dominio total del monasterio.
La actual rectoría que ocupa el lugar del antiguo castillo es obra del siglo XVI.

## San Bartolomé de Llaés
Aunque la iglesia ha sufrido transformaciones, conserva su orientación de época románica. Es de una sola nave con bóveda apuntada. Detrás del presbiterio una puerta da a la sacristía que ocupa el lugar donde debió situarse el ábside. La cubierta es de teja árabe. En el lado derecho de la fachada se levanta el campanario. Encima de la puerta hay un ojo de buey, que da luz al interior.